# Moisville
Moisville är en kommun i departementet Eure i regionen Normandie i norra Frankrike. Kommunen ligger i kantonen Nonancourt som tillhör arrondissementet Évreux. År 2022 hade Moisville 233 invånare.

## Befolkningsutveckling
Antalet invånare i kommunen Moisville
Referens:INSEE